# Кожевников, Павел Михайлович
Павел Михайлович Кожевников (род. 18 сентября 1971, Курган) — российский государственный и партийный деятель. Глава города Кургана (2012—2014), генеральный директор Муниципального унитарного предприятия г. Астрахани «Астрводоканал» (с 2023), член партии «Единая Россия». 

## Биография
Павел Михайлович Кожевников родился 18 сентября 1971 года в городе Кургане Курганской области. Родители — Александра и Михаил Кожевниковы — рабочие, много лет трудились на секретных участках НПО «Курганприбор» (предприятие занималось изготовлением продукции для оборонного комплекса).
Окончил школу № 9 г. Кургана.
В 1993 году окончил Курганский машиностроительный институт, факультет «Автоматизации машиностроения» и принят в отдел главного энергетика АО «Курганмашзавод» на должность инженера.
В 1994—1995 годах проходил службу в Вооружённых силах Российской Федерации.
С 1996 года работал в электроэнергетике города и области.
В 2007 году — исполнительный директор ОАО «Центральные коммунальные электросети».
В 2009 году прошёл обучение по Президентской программе подготовки управленческих кадров РФ в Курганском государственном университете.
11 октября 2009 года — технический директор структурного подразделения «Районные электрические сети» ОАО «ЭнергоКурган», член партии «Единая Россия» П. М. Кожевников избран депутатом Курганской городской Думы V созыва (2009—2014 гг.) по избирательному округу № 22. Работал в постоянных депутатских комиссиях по экономической политике, предпринимательству и собственности; по развитию городского хозяйства.
В 2010 году — генеральный директор МУП «Горэлектросеть», которое было акционировано в ОАО «Курганские городские энергетические сети» (сменил на этом посту Павла Владимировича Коробова).
С 25 апреля 2011 года — генеральный директор МУП «Курганводоканал» (сменил на этом посту Павла Владимировича Коробова). 19 октября 2011 года на пленарном заседании Курганской городской Думы принято решение о преобразовании МУП «Курганводоканал» в ОАО.
С июня 2012 года — директор Открытого акционерного общества «Курганводоканал» (100 % акций Курганводоканала находятся в собственности муниципалитета). С 12 декабря 2012 года директором ОАО «Курганводоканал» стал Борис Алексеевич Кошмар.
16 ноября 2012 года выдвинут на пост главы областного центра директора ОАО «Курганводоканал». В ходе голосования получил большинство голосов — 109. В голосовании принимало участие 115 делегатов, один бюллетень был признан недействительным.
5 декабря 2012 года на внеочередном заседании Курганской городской Думы единогласно избран главой города.
12 декабря 2012 года вступил в должность главы города Кургана.
Период его руководства городом запомнился жителям ремонтом улиц: были отремонтированы улицы Бажова, Гоголя, Дзержинского, Красина, Карла Маркса, Мостостроителей, Рылеева, Пархоменко, Тобольная и Томина, шоссе Тюнина. Одновременно проходил ремонт водопровода и канализационного коллектора. Ремонт улицы Куйбышева не был завершен и её восточная часть осталась перекрытой для движения автобусов после его ухода с должности.
В 2014 году Павел Михайлович не баллотировался в городскую Думу, новый состав которой был избран 14 сентября.
24 сентября 2014 года главой города Кургна избран Сергей Владимирович Руденко. Павел Михайлович Кожевников стал заместителем генерального директора ОАО «Курганэнерго». 
24 ноября 2014 года выведен из состава Курганского регионального политсовета партии «Единая Россия».
В 2016 году работал заместителем генерального директора АО «Курганэнерго» — директором филиала Западные электрические сети. 1 ноября 2016 года акционерное общество «Курганэнерго» прекратило деятельность юридического лица путем реорганизации в форме присоединения к публичному акционерному обществу «Сибирско-Уральская энергетическая компания». Павел Кожевников продолжил работать заместителем генерального директора ПАО «СУЭНКО», принадлежащего бизнесменам Артёму Эльбрусовичу Бикову и Алексею Олеговичу Боброву.
С 8 июня 2020 года по 4 февраля 2021 года работал советником главы Екатеринбурга (Александр Геннадьевич Высокинский) по вопросам инвестиционной политики.
С 24 января 2023 года — генеральный директор Муниципального унитарного предприятия г. Астрахани «Астрводоканал», сменил на этом посту Игоря Алексеевича Алейникова.

## Награды
- Памятная медаль МЧС России «Маршал Василий Чуйков», 2012 год, МЧС России
- Медаль «20 лет ОООИВА — Инвалиды войны», 2010 год, Общероссийская общественная организация инвалидов войны в Афганистане и военной травмы — «Инвалиды войны»
- Благодарственное письмо Губернатора Курганской области, 2008 год
- Благодарстенное письмо Курганской областной Думы, 2010 год
- Почетная грамота Администрации города Кургана, 2012 год
- Благодарственное письмо Главы города Кургана, 2005 год
- Благодарственные письма Администрации города Кургана, 2006 год, 2010 год

## Семья
- Супруга: Елена Кожевникова
  - Дочери: Наталья и Анна

## Хобби
Увлекается рыбалкой, дайвингом и боулингом.